# Piz Lunghin
Piz Lunghin är en bergstopp i Schweiz.   Den ligger i regionen Maloja och kantonen Graubünden, i den sydöstra delen av landet, 180 km öster om huvudstaden Bern. Toppen på Piz Lunghin är 2 780 meter över havet, eller 143 meter över den omgivande terrängen. Bredden vid basen är 1,2 km.
Terrängen runt Piz Lunghin är huvudsakligen bergig, men åt nordväst är den kuperad. Runt Piz Lunghin är det glesbefolkat, med 13 invånare per kvadratkilometer.. Närmaste större samhälle är St. Moritz, 16,2 km nordost om Piz Lunghin. 
Trakten runt Piz Lunghin består i huvudsak av gräsmarker.